# Izates II van Adiabene

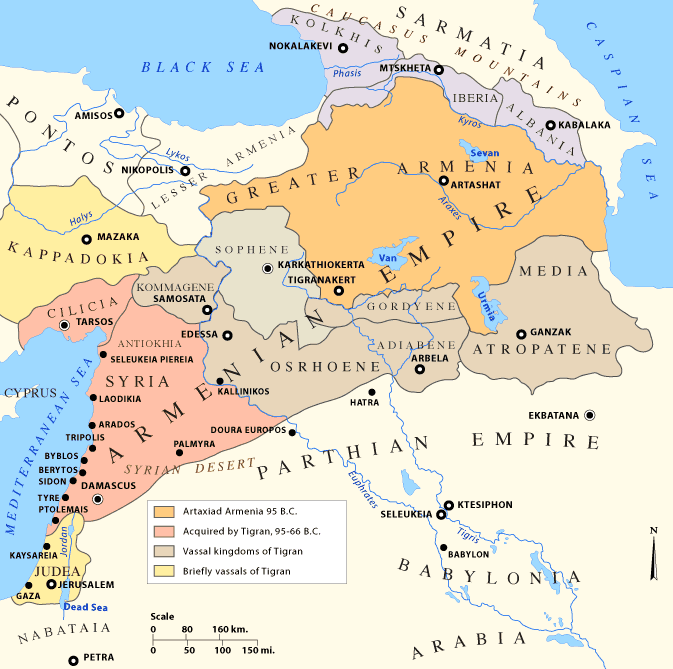
Adiabene centraal met Arbela als hoofdstad

Izates II van Adiabene of Izates bar Monobaz was de zoon van Monobaz I en Helena van Adiabene. Hij was koning van Adiabene tussen 34 en 57 na Chr. en was getrouwd met Symacho van Characene.
Voor twee dingen is hij gekend gebleven. Eerst voor zijn bekering tot het Jodendom en ten tweede voor zijn neutrale houding tijdens de Romeins-Parthische oorlogen. Na de dood van de Parthische koning Artabanus II (38 na Chr.) brak er een troonstrijd uit tussen Vardanes I en zijn broer Gotarzes II. Hij gaf steun aan Gotarzes II.
Na zijn dood werd hij opgevolgd door zijn oudere broer Monobaz II.